# Is This It
Is This It és l'àlbum d'estudi debut de la banda d'indie rock americana The Strokes. Enregistrat al Transporterraum de Nova York amb el productor Gordon Raphael, es publicà el 30 de juliol de 2001 amb RCA Records com a discogràfica primària. El disc entrà a la UK Albums Chart a la segona posició i a la Billboard 200 dels Estats Units al número 33, assolint estatus de platí a diversos mercats. De l'àlbum se'n publicaren tres senzills: «Hard to Explain», «Last Nite» i «Someday».
Per l'àlbum, els Strokes pretenien capturar un so de rock senzill, com menys modificat a l'estudi millor. Basant-se en el seu extended play debut d'aquell mateix any, The Modern Age, els membres de la banda construïren les cançons sobretot a través de preses en directe durant les sessions de gravació, mentre que el lletrista Julian Casablancas continuava detallant les vides i relacions del jovent urbà. La fotografia de la portada de l'àlbum aixecà controvèrsia per ser massa explícita sexualment i fou reemplaçada pel mercat nord-americà. També, el llistat de pistes estatunidenc es modificà en resposta als atemptats de l'11 de setembre de 2001.
Promogut per la premsa musical per un so melòdic amb influències pop, els Strokes obtingueren bona rebuda per part dels crítics i atenció comercial. Is This It fou alabat pels seus ritme i carisma, que sovint fan referència al treball de les bandes de garage rock dels 70. El disc es considera crucial pel desenvolupament d'altres bandes alternatives i de la indústria musical del nou mil·lenni. Moltes publicacions l'han inclòs en llistes dels millors àlbums dels 2000 i de tots els temps.

## Llista de pistes
Totes les cançons foren escrites per Julian Casablancas.
| Núm. | Títol                 | Durada |
| ---- | --------------------- | ------ |
| 1.   | «Is This It»          | 2:35   |
| 2.   | «The Modern Age»      | 3:32   |
| 3.   | «Soma»                | 2:38   |
| 4.   | «Barely Legal»        | 3:54   |
| 5.   | «Someday»             | 3:07   |
| 6.   | «Alone, Together»     | 3:12   |
| 7.   | «Last Nite»           | 3:18   |
| 8.   | «Hard to Explain»     | 3:48   |
| 9.   | «New York City Cops»  | 3:36   |
| 10.  | «Trying Your Luck»    | 3:28   |
| 11.  | «Take It or Leave It» | 3:16   |

## Personal
El personal involucrat en l'elaboració de Is This It consisteix en:
| The Strokes - Julian Casablancas – veu - Nikolai Fraiture – baix elèctric - Albert Hammond, Jr. – guitarra - Fabrizio Moretti – bateria - Nick Valensi – guitarra | Producció - JP Bowersock – assessor - Greg Calbi – masterització - Gordon Raphael – producció, mescles Disseny - Colin Lane – fotografies, portada de l'àlbum (original) - European Organization for Nuclear Research (CERN) – portada de l'àlbum (Estats Units i Canadà) |